# Newlands Horseshoe

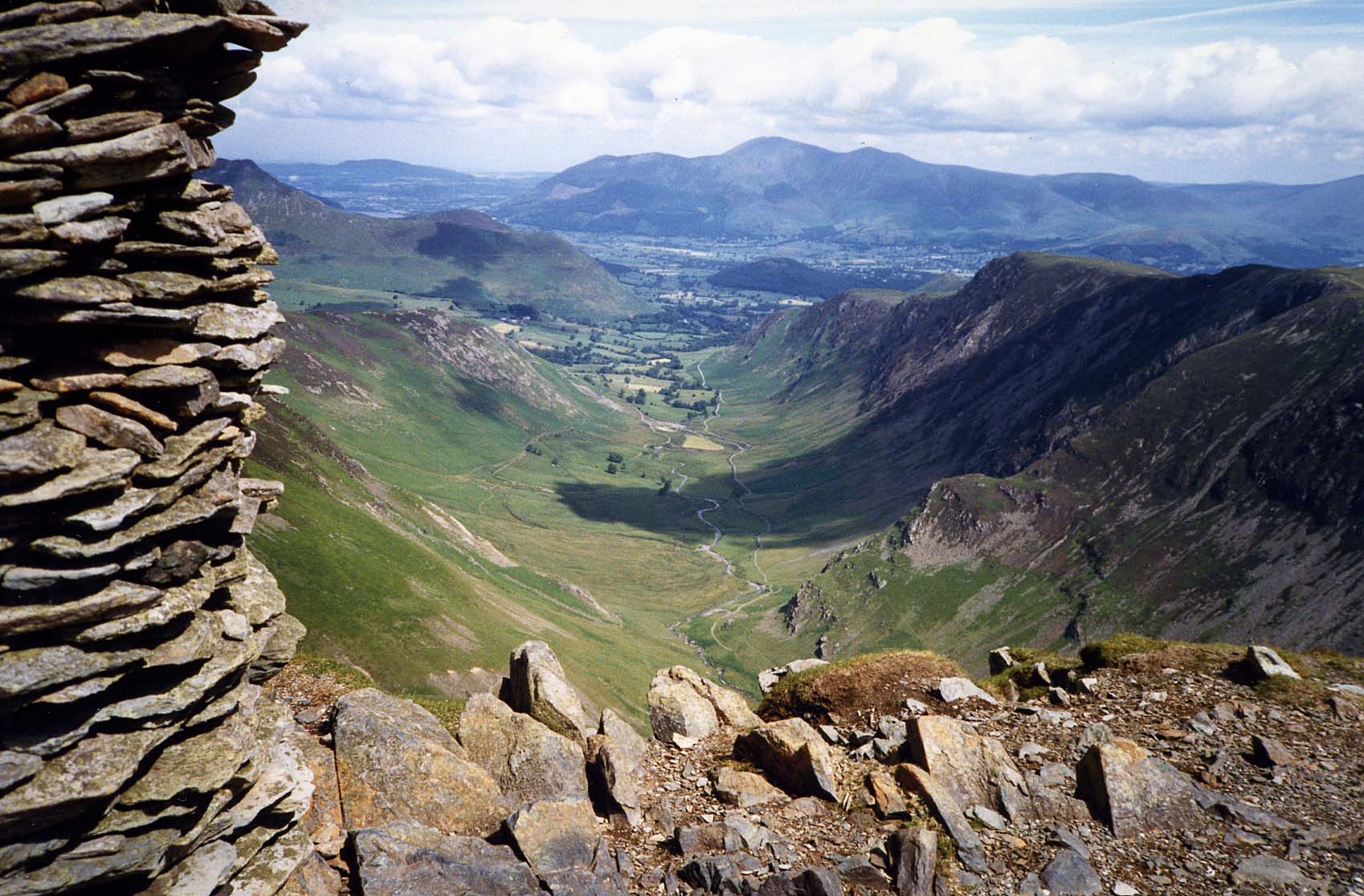
Das Newlands Tal mit einem Teil des Newlands Horseshoe auf der rechten Bildseite

Der Newlands Horseshoe ist ein Rundwanderweg im Lake District, Cumbria, England.
Der Weg beginnt und endet am Weiler Little Town im Newlands-Tal und führt über eine Strecke von 14 km mit einer Höhendifferenz von 1000 m.
Der Weg führt über:
- Brandhow (338 m)
- Cats Bells (451 m)
- Maiden Moor (576 m)
- High Spy (653 m)
- Dale Head (753 m)
- Hindscarth (723 m)
- Robinson (737 m)

Die Wanderung eröffnet Blicke über die Seen Derwent Water und Buttermere.